# Павлов, Борис Викторович
Борис Викторович Па́влов (род. 20 сентября 1939 г., Москва) — советский и российский учёный-механик, специалист в области управления движением и навигации летательных аппаратов; лауреат Государственной премии СССР и премии имени Б. Н. Петрова.

## Биография
Родился 20 сентября 1939 г. в семье учёного и изобретателя В. В. Павлова и инженера-колориста Е. А. Максимовой.
В 1963 году окончил МАИ и пришёл на работу в Институт проблем управления имени В. А. Трапезникова. В 1969 году защитил кандидатскую, а в 1979 году — докторскую диссертации.
С 1983 по 2007 годы — заведующий лаборатории № 1. С 1987 по 2008 годы — заместитель директора по научной работе.
В настоящее время[когда?]

 работает в должности главного научного сотрудника лаборатории № 1, член Учёного совета.

### Научная и общественная деятельность
Начал свои исследования в Институте под руководством Б. Н. Петрова и В. Ю. Рутковского в области теории и принципов построения беспоисковых самонастраивающихся систем (БСНС). Совместно с другими сотрудниками им был предложен метод синтеза основного контура на основе теории инвариантности. С его участием разработана теория БСНС для различных классов летательных аппаратов, разработаны структуры и линеаризованные модели многих БСНС. Б. В. Павлов стал руководителем и участником исследований, начатых при Б. Н. Петрове и продолженных сотрудниками лаб. № 1. Под руководством и при участии Б. В. Павлова в ряде лабораторий Института проводились исследования в области создания теории перспективных отказоустойчивых информационно-управляющих систем авиационных, космических и морских аппаратов с повышенным ресурсом и высокой степенью автономности. Под его руководством решён ряд теоретических, методологических и практических вопросов, связанных с применением компьютерных технологий и методов искусственного интеллекта для создания высокоэффективных систем управления движением и навигации, методов и средств формализации проектирования систем обработки данных реального времени.
Большие организаторские способности Б. В. Павлов проявил в роли координатора комплексных проектов, выполняемых по Программе фундаментальных исследований РАН, руководителя грантов РФФИ и большого числа работ для различных министерств и ведомств.
Под его руководством защищено 2 докторские и 7 кандидатских диссертаций.
Автор 7 монографий и более 150 научных статей.
Б. В. Павлов — организатор ряда конференций и совещаний: по теории управления памяти академика Б. Н. Петрова; управлению морскими судами и подводными аппаратами; современным методам навигации и управления движением и т. д.
Член редколлегий ряда журналов, член Президиума Академии навигации и управления движением, председатель докторского диссертационного совета.

### Семья
По материнской линии происходит из московских священнических родов Максимовых и Гумилевских. Внучатый племянник архиепископа Филиппа (Гумилевского).
Отец — учёный и изобретатель В. В. Павлов (1912—1978), мать — инженер-колорист Е. А. Максимова (1913—2000). Младшая сестра — Марина Викторовна Белогорцева (Павлова). Племянник — президент компании «Меркатор Холдинг» Александр Белогорцев. Двоюродный племянник — журналист, актёр Кирилл Парменов.
Вторая супруга — Наталья Павловна Панкрашкина. Сын — Александр Павлов.

## Награды
- Государственная премия СССР (1981) — за разработку и внедрение адаптивных систем управления на объектах МКБ «Радуга»
- Премия имени Б. Н. Петрова (2007, совместно с Е. А. Микриным, В. В. Кульба) — за цикл работ «Модели и методы проектирования информационно-управляющих систем космических аппаратов»

## Из библиографии
- Системы прямого адаптивного управления / Б. В. Павлов, И. Г. Соловьев; Отв. ред. В. Ю. Рутковский; АН СССР, Ин-т пробл. управления. — М. : Наука, 1989. — 129,[3] с. : ил.; 22 см; ISBN 5-02-006557-9
- Проектирование информационно-управляющих систем долговременных орбитальных станций / В. В. Кульба, Е. А. Микрин, Б. В. Павлов; Рос. акад. наук. Ин-т проблем упр. им. В. А. Трапезникова. — М. : Наука, 2002. — 342, [1] с. : ил.; 22 см; ISBN 5-02-013197-0
- Магнитоградиентные измерительные системы и комплексы : монография : в двух томах / Волковицкий А. К., Каршаков Е. В., Павлов Б. В.; ФГБУН Институт проблем управления им. В. А. Трапезникова Российской академии наук. — Москва : ИПУ РАН, 2018. — 21 см.
  - Т. 1: Принципы измерений и структура магнитоградиентных комплексов. — 2018. — 148 с. : ил., табл.; ISBN 978-5-91450-212-3 : 100 экз.
  - Т. 2: Обработка информации и применение магнитоградиентных комплексов. / Волковицкий А. К., Каршаков Е. В., Павлов Б. В., Тхоренко М. Ю. — 2018. — 133 с. : ил., табл.; ISBN 978-5-91450-213-0 : 100 экз.

Летописи науки
- Научно-организационная деятельность академика Е. А. Микрина в Институте проблем управления РАН / В. В. Кульба, Б. В. Павлов; Федеральное государственное бюджетное учреждение науки Институт проблем управления им. В. А. Трапезникова Российской академии наук. — Москва : ИПУ РАН, 2020. — 51 с. : цв. ил., портр., факс.; 21 см; ISBN 978-5-91450-250-5 : 200 экз.